# Tapina
Tapina is een kevergeslacht uit de familie van de boktorren (Cerambycidae). De wetenschappelijke naam van het geslacht werd voor het eerst geldig gepubliceerd in 1840 door Castelnau.

## Soorten
Tapina is monotypisch en omvat slechts de volgende soort:
- Tapina americana Castelnau, 1832